# Josua Mjöberg

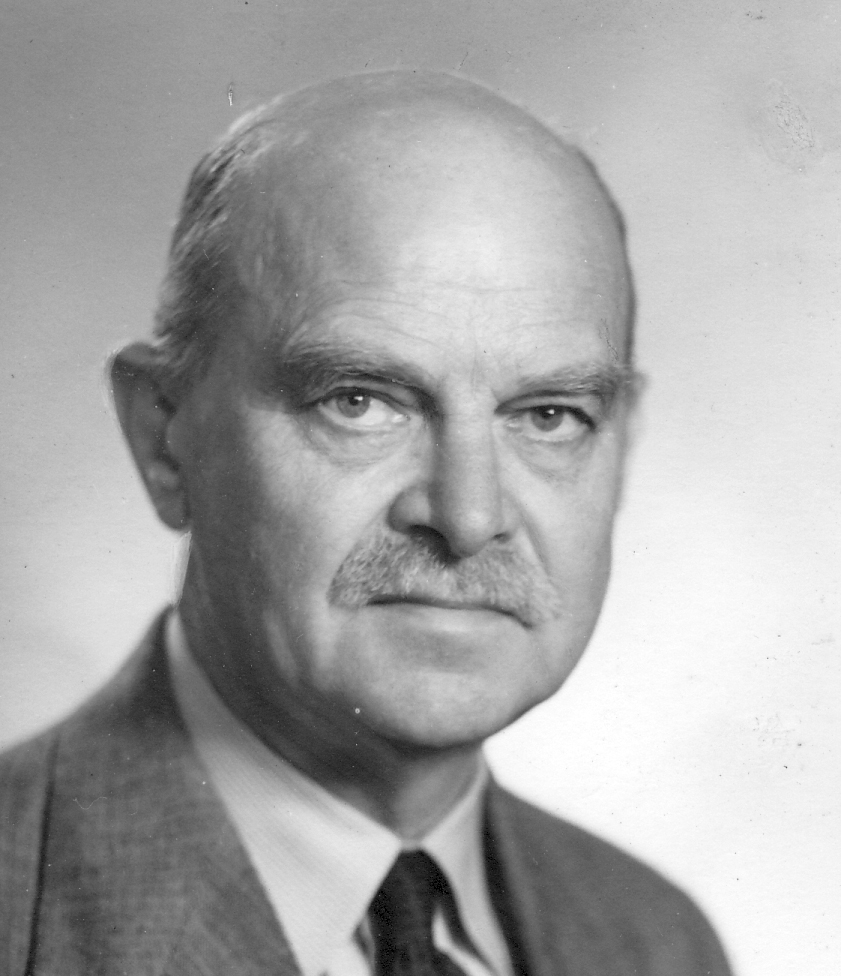
Josua Mjöberg, ca 1948

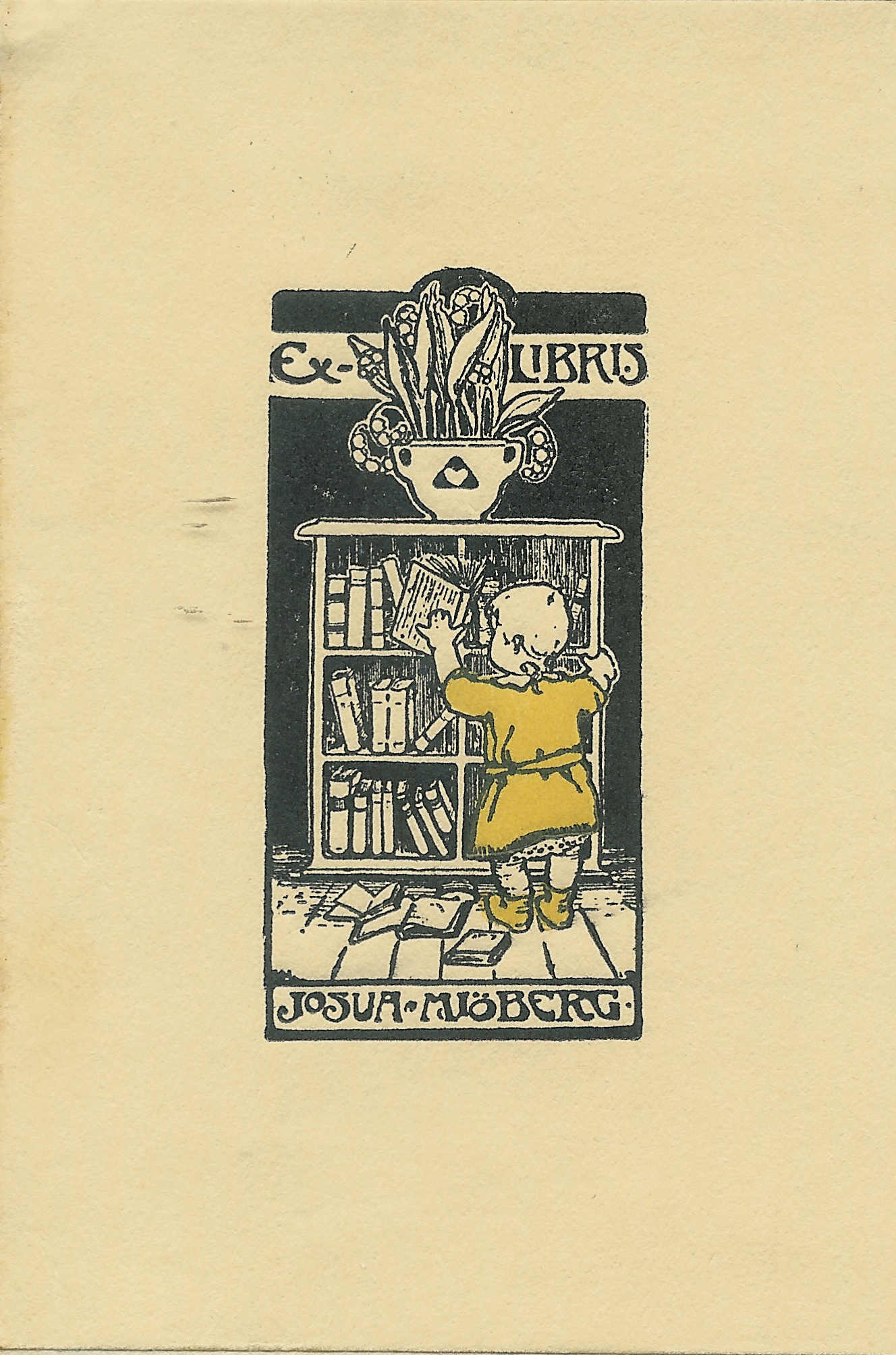
Josua Mjöbergs exlibris, som han brukade från 1912

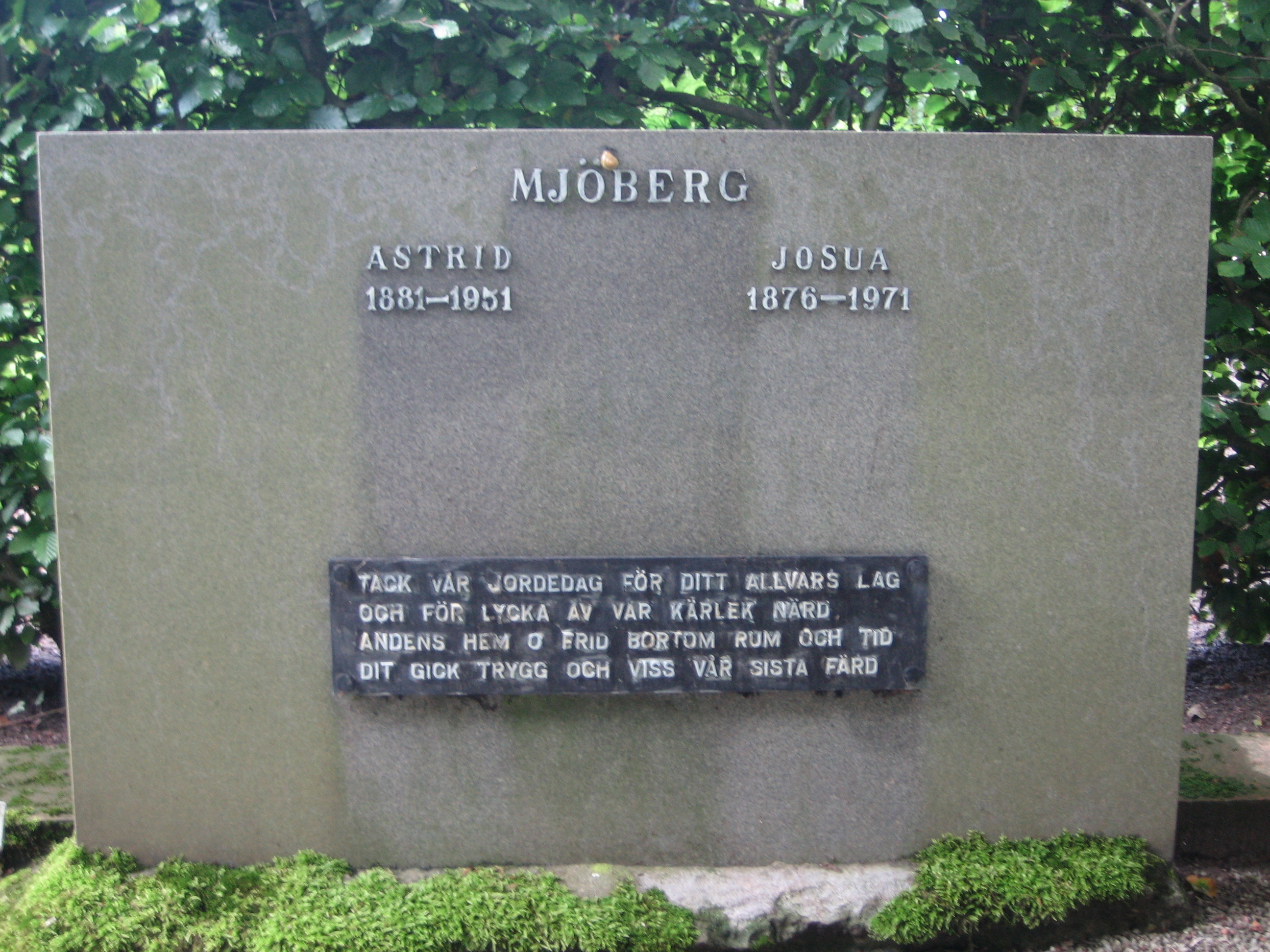
Josua Mjöbergs gravvård på Norra kyrkogården i Lund.

Karl Josua Mjöberg, född 11 september 1876 i Tostareds socken, Älvsborgs län, död 26 maj 1971 i Lund, var en svensk litteraturvetare och rektor vid Lunds Högre allmänna läroverk (Katedralskolan). Han var son till komministern Lars Johan Mjöberg och Gustava Salomonsdotter samt kusin till Eric Mjöberg.

## Biografi
Josua Mjöberg gifte sig 1906 i Breared med Astrid Charlotta Josefson, född 7 december 1881 i Lyse, död 28 juli 1951 i Lund, dotter till kyrkoherden i Breared Carl August Josefson och Debora (Doris) Aurora Dahl.
Makarna fick fyra barn, Britta (1909-1909), Lars (1910-1992) civilingenjör, Jöran (1913-2006) filosofie doktor, professor och författare, och Harald (1916-1998), arkitekt SAR.
Mjöberg tillhörde en västsvensk prästsläkt med anmärkningsvärt långa generationer. Josuas farfars far, Jöran Mjöberg, kyrkoherde i Morup, var född 1719. Farfadern, prosten Carl Mjöberg i Slättåkra, föddes 1763 under frihetstiden medan Josua slutade sina dagar mer än 200 år senare.
Mjöberg avlade studentexamen vid Högre latinläroverket i Göteborg 1895 och avlade därefter filosofie kandidatexamen 1899 vid Göteborgs högskola. Han arbetade som amanuens vid konsthistoriska samlingarna 1900-1904 och avlade filosofie licentiatexamen 1904, också vid Göteborgs högskola.
Mjöberg verkade som medarbetare i Svenska Akademiens ordbok (SAOB) 1904-1907 samt som lärare vid privata Högre lärarinneseminariet i Lund 1906-1913 och vid Lunds privata elementarskola 1907-1913.
Mjöberg disputerade 1911 vid Göteborgs högskola för filosofie doktorsgrad för Otto Sylwan med avhandlingen Stilstudier i Tegnérs ungdomsdiktning. Mjöberg analyserade härvid rimmen genom statistisk frekvensanalys av olika ordklasser och av olika vokaler i gustavianernas respektive Esaias Tegnérs rimbruk. Han införde härvid begreppet "olikställda" ord för att definiera Tegnérs olika grepp för att vinna karaktär åt rimmet. Detta av Mjöberg angivna begrepp innebär att rimorden intar olika plats i det grammatiska systemet (fort – ort, vänder – stränder).
Mjöberg blev docent i stilistik och verkade vid Lunds universitet 1911-1913. Hans pedagogiska intresse ledde honom över på läroverksbanan. Han var ledamot av Modersmålslärarnas förening (MLF) under perioder, rektor vid Göteborgs högre samskola 1913-1918, lektor i modersmålet vid Högre latinläroverket i Göteborg, Hvitfeldtska gymnasiet, 1914, lärare vid Kjellbergska högre lärarinneseminariet 1914-1918, samt docent i svensk stilistik vid Göteborgs högskola 1917-1918.
Mjöberg tillträdde därefter tjänst som rektor vid Högre allmänna läroverket i Lund (Katedralskolan i Lund) 1918 där han var verksam i 24 år fram till sin pensionering 1942. Han var ledamot av Lunds stadsfullmäktige 1923-1930 och 1935-1938, han verkade också som lektor i modersmålet vid Högre allmänna läroverket i Lund 1931–1942, var vice ordförande i styrelsen för C. W. K. Gleerups förlag 1934-1948 samt i Föreningen Norden 1943-1947. Vidare utnämndes han till Riddare 1:a klass av Kungl. Nordstjärneorden år 1926.
Mjöbergs största pedagogiska insats kopplades till förnyelsen av framför allt gymnasiets modersmålsundervisning, vilken länge hade varit eftersatt. Ett betydelsefullt forum för de nya reformkraven skapades 1912 i och med att Modersmålslärarnas förening (MLF) bildades. För att ge tillfälle till fortbildning och utbyte av pedagogiska erfarenheter anordnade föreningen ofta sommarkurser med deltagande och medverkan också från grannländerna. Kursverksamheten fick en filial i Finland med uppskattade insatser av Mjöberg. Mjöberg verkade en tid som sekreterare i MLF, och hade dessförinnan i mer än ett decennium svarat för skriftverksamheten. Mjöberg var själv mycket aktiv i utgivarnas stora skara. Han utgav med förklaringar och anmärkningar en rad klassiska skrifter i MLF:s skriftserie, vilka utnyttjades i gymnasieutbildningen in på 1960-talet. 1940 inrättade Mjöberg också i Finland en stiftelse (Josua Mjöbergs stiftelse) vars huvudsakliga uppgift var att befrämja den svenska litteraturen medelst stipendier och speciellt att understödja studier i Runebergs författarskap. Stiftelsen avvecklades 2012 och kvarvarande medel integrerades då med annan stiftelse under Svenska Litteratursällskapets ansvar.
Mjöberg åtog sig en mycket krävande uppgift då han utarbetade en läsebok med litteratururval för den högre skolan, med det centrala, framför allt lyriska stoffet från Olof von Dalin fram till början av 1900-talet. Mjöberg vidareutvecklade litteratururvalet över nästan 40 år och i de sista upplagorna avhandlades tiden fram till omkring 1950. Texternas tillgänglighet underlättades genom omfattande ord- och sakupplysningar samt annan vägledning.
Mjöberg författade också en litteraturhistorisk lärobok, som användes i stor omfattning i de svenska skolorna, under perioden från ca 1920 till ca 1960, tillsammans med litteratururvalet.
Mjöberg hyste också stort intresse för fornnordisk litteratur och han översatte från fornisländskan Gunnlaug Ormstungas saga samt Gisle Surssons saga.
Mjöberg bevarade hela livet sitt intresse för de stilvetenskapliga frågorna. Han skrev bland annat två innehållsrika uppsatsvolymer med titlarna Studier i språkets konst och Verskonst och ordkonst. Han följde alltid med intresse dagens frågor men bibehöll alltid kontakten med den klassiska litteraturen.
Mjöberg ligger begravd på Norra kyrkogården i Lund.